# Carl-Adam Stjernswärd
Carl-Adam Nolcken Stjernswärd (né le 20 juillet 1905 à Vittskövle, mort le 18 mars 1981 à Skanör) est un officier de l'armée suédoise et un cavalier suédois de concours complet.
Il participe aux Jeux olympiques d'été de 1936 et prend la 11e place de l'épreuve individuelle, l'équipe suédoise est éliminée.